# Cena umowna
Cena umowna – obowiązująca w PRL w latach 80. nazwa ceny rynkowej. Ceny na towary, na które nie obowiązywały ceny urzędowe lub ceny regulowane, ustalało przedsiębiorstwo handlowe, a w sklepach prywatnych i ajencyjnych właściciel bądź ajent.
Nazwa pochodzi stąd, że z prawnego punktu widzenia sprzedaż jest umową między kupującym a sprzedającym, a wystawienie towaru z ceną – złożoną przez sprzedającego ofertą zawarcia umowy.